# George Ryerson
George Sterling Ansel Ryerson (né le 21 janvier 1855 et mort le 20 mai 1925) est un médecin, homme d'affaires et homme politique ontarien. Il a été membre de l'Assemblée législative de l'Ontario pour le district de Toronto (en) de 1893 à 1898 en tant que conservateur, puis membre de la Conservative-Protestant Protective Association.

## Biographie
George Ryerson naît à Toronto en 1855, fils de George Ryerson et Isabella Dorcas Sterlingk. Il étudie à Galt (en), puis intègre le Trinity Medical School de Toronto, dont il obtient son MD en 1876.
Ryerson poursuit des études en Europe. En 1880, il pratique à Toronto et enseigne à la Trinity Medical School. Ryerson est également chirurgien au Toronto General Hospital et pour le Royal Grenadiers (10th battalion), lors de la Rébellion du Nord-Ouest.
Le 14 novembre 1882, il épouse Mary Amelia Crowther, fille de James Crowther. Le couple a cinq enfant : George Crowther (né en 1883), Yoris Sterling (né en 1886), Eric Egerton (né en 1888), Arthur Connaught (né en 1890) et Laura Mary (née 1893). 
Le 8 juin 1916, il épouse en secondes noces Elizabeth Van Hook Thomas, fille de Edwin Ross Thomas.
Ryerson prend sa retraite en 1920 et déménage à Niagara-on-the-Lake. Elizabeth meurt le 4 septembre 1924.
Ryerson meurt d'un infarctus du myocarde à Toronto en 1925.

## Autres informations
Ryerson est le principal fondateur de la croix-rouge canadienne.